# Seezeichenwesen in der DDR
Durch das Deutsche Reich wurde erstmals mit Gesetz vom 3. März 1873 die Aufsicht über das Seezeichenwesen übernommen. Die vielfältigen Veränderungen in der Zuordnung der Aufgaben und der Einordnung in die staatlichen Strukturen bis 1990 sind ausführlich in und dargelegt.
Nachfolgend wird das Seezeichenwesen in der Zeit der DDR als Teil der Geschichte des deutschen Seezeichenwesens beschrieben.

## Geschichte der Entwicklungseinrichtungen

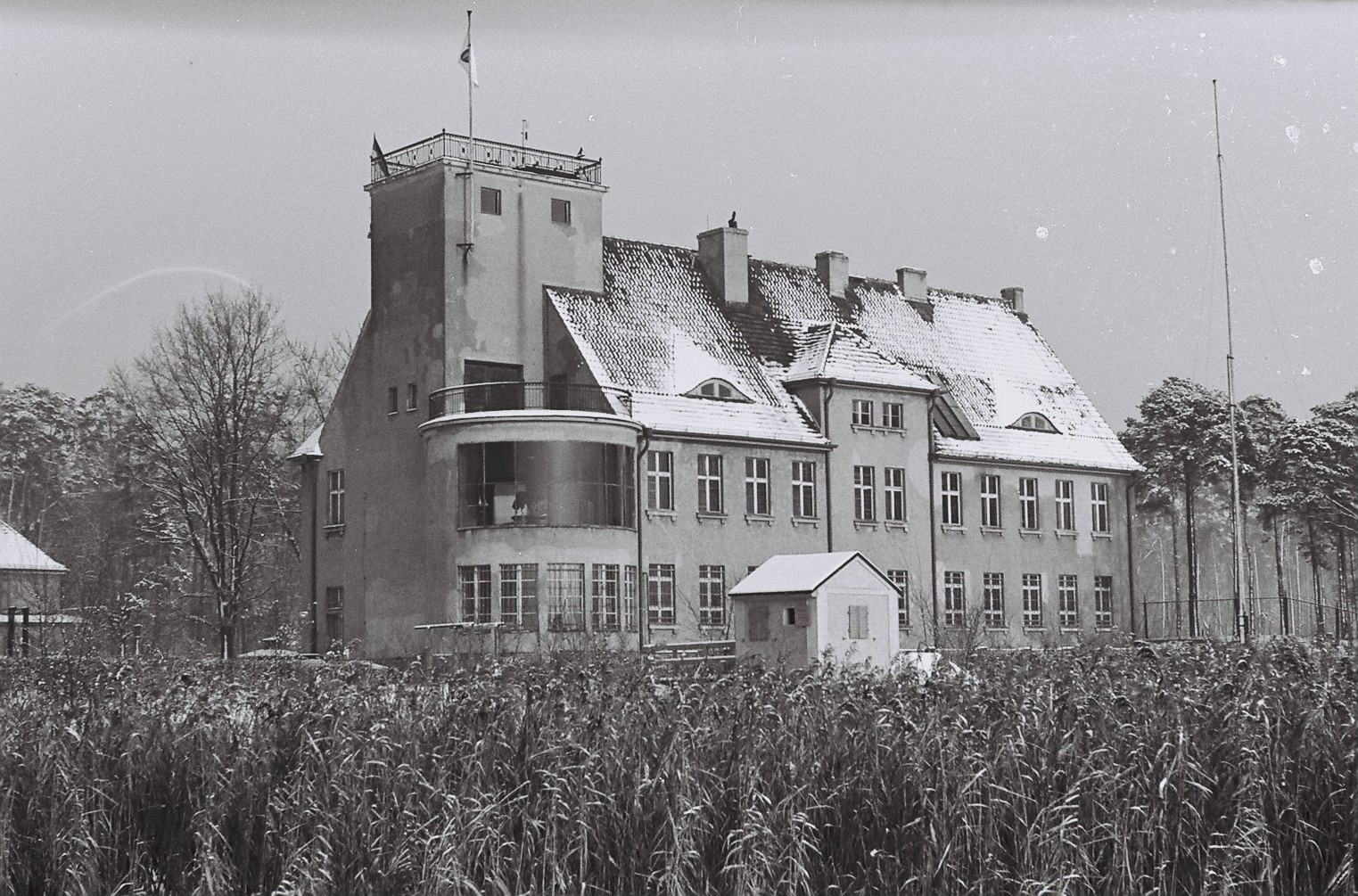
Dienstgebäude des Seezeichenversuchsfeldes Friedrichshagen 1952 (Archiv WSA Stralsund)

Das Gründungsjahr des Vorläufers eines Seezeichenversuchsfeldes (SV) ist 1887. Auf dem Königlichen Bauhof zu Bredow bei Stettin wurde eine Versuchsstation eingerichtet. Größere Seezeichen-Versuchsräume sind 1902 im Dienstgebäude des Ministeriums der öffentlichen Arbeiten in Berlin eröffnet worden.
Für weiter erforderliche Versuchsräume außerhalb dieses Hauses erfolgte 1903 und 1904 der Ausbau von zwei Stadtbahnbögen in der Lüneburger Straße in Berlin-Moabit. Erst mit einem Neubau in Berlin-Friedrichshagen am Müggelsee, der am 1. April 1913 eingeweiht wurde, begann das Seezeichenversuchsfeld unter dieser Bezeichnung zu arbeiten. Hier war durch eine effektivere Konzentration von Konstruktion, Werkstätten und Versuchsfeld eine nach modernsten Gesichtspunkten durchführbare Forschung und Erprobung möglich.
Der Wirkungsbereich erstreckte sich bis 1945 auf die gesamte deutsche Küste. Nach Kriegsende 1945 reduzierte sich die Arbeit des SV auf den Bereich der Sowjetischen Besatzungszone (SBZ). Seine Aufgabe war in dieser Zeit Unterstützung der Küstenbereiche bei der Ausstattung mit Betriebsmitteln und Technik sowie begrenzte wissenschaftliche Arbeit zur Verbesserung der Navigation nach optischen Seezeichen. Ein Ergebnis in dieser Zeit war eine Neufassung der Berechnung von Richtfeuern durch Dipl.-Ing Werner Theile, die den Anforderungen der Neuzeit mit lichtstärkeren Laternen besser entsprach als das bis dahin verwendete Berechnungsverfahren nach dem Geheimen Oberbaurat Walter Körte. Für die anderen Besatzungszonen diente ab 1947 in Brunsbüttelkoog eine Notunterkunft für die SV-Aufgaben. Von dort siedelte das SV 1957 nach Koblenz über. Es bestand in dieser Form bis zum Jahr 2000.
Die jetzige Bezeichnung des ehemaligen Seezeichenversuchsfeldes in Koblenz ist: Fachstelle der Wasserstraßen- und Schifffahrtsverwaltung (WSV) für Verkehrstechniken. Die Aufgaben wurden um die Anforderungen und Möglichkeiten der modernen Schiffsführung durch see- und landgestützte Funk- und Radarleiteinrichtungen erweitert. Die Arbeit des SV in Friedrichshagen endete 1955. Dieses Objekt nutze nun das Amt für Kernforschung und Kerntechnik. Die Ausstattung des SV war durch Reparationsleistungen an die Sowjetunion reduziert. Die noch vorhandene Einrichtung wurde 1955 nach Stralsund in eine ehemalige Kaserne auf dem Dänholm verbracht. Dorthin ging auch eine Vielzahl großer Gürtel- und Scheinwerferoptiken. Sie waren teilweise Ende des 19. Jahrhunderts außer Betrieb genommen und durch modernere Systeme aus Reparationsleistungen des Deutsch-Französischen Krieges 1870/71 ersetzt worden. Da nur zwei der ehemaligen Mitarbeiter des SV in Friedrichshagen nach Stralsund wechselten, wurde zunächst nur eine Werkstatt eingerichtet. Am 1. Dezember 1967 erfolgte in Stralsund auf dem Dänholm die Gründung der Seezeichenprüfstelle (SPS) unter Einbeziehung der genannten Werkstatt. Die SPS war dort tätig bis 1990. Ein geplanter Neubau für die SPS in Stralsund kam nicht mehr zur Ausführung.

## Organisation und Aufgaben des Seezeichenwesens des Seehydrographischen Dienstes (SHD)
Nach 1945 wurden die Seezeichenaufgaben im Bereich der SBZ auf den Tonnenhöfen Wismar, Warnemünde, Stralsund und Karlshagen in Verantwortung der ehemals dem Reichsverkehrsministerium nachgeordneten Wasserstraßendirektionen und -ämter weitergeführt. Durch den SMAD (Sowjetische Militäradministration in Deutschland) – Befehl Nr. 29 wurden zum 15. Februar 1946 Wasserstraßendirektionen in Berlin, Schwerin, Dresden und Magdeburg ins Leben gerufen. Die Wasserstraßendirektionen waren der Deutschen Zentralverwaltung des Verkehrs nachgeordnet und erhielten ihre fachlichen Anweisungen von der Generaldirektion Schifffahrt in Berlin. Hierzu wird auch auf verwiesen.
1950 wurde der SHD gegründet und der im gleichen Jahr entstandenen Hauptverwaltung Seepolizei zugeordnet. Seine Aufgaben waren zunächst so benannt: Aufgaben des nautischen Dienstes, Seewetterberatungsdienst sowie meereskundliche und erdmagnetische Forschungen. Gleichzeitig trat die Satzung des SHD in Kraft, in der dem SHD weitere Aufgaben, wie Herausgabe Nautischer Mitteilungen und Seekarten, übertragen wurden. Vom 5. Juni 1952 an wurde dem SHD mit der „Verordnung über die Errichtung des Seezeichendienstes der Ostsee“ die Bezeichnung der See- und Seewasserstraßen mit festen und schwimmenden Seezeichen sowie deren Unterhaltung und Wartung und weitere Aufgaben der ehemaligen Wasserstraßenverwaltung übertragen. Damit war auch verbunden, dass die Schifffahrtszeichen nun nicht mehr zum Verkehrsminister gehörten, sondern dem Innenminister zugeordnet waren. Über die Namensänderungen der Seepolizei in Volkspolizei-See, und der Schaffung der Nationalen Volksarmee sowie des Ministeriums für Nationale Verteidigung gehörte der SHD schließlich ab 1960 bis 1990 zur Volksmarine.
1980 wurden mit einer Verordnung des Ministerrates über die Aufgaben und einer Anordnung des Ministers für Nationale Verteidigung über das Statut des SHD die Aufgaben, die Struktur und Befugnisse des SHD letztmals aktualisiert. Der SHD hatte eine Hauptdienststelle und zunächst vier, später zwei nachgeordnete Dienststellen, letztere in Warnemünde und Peenemünde. Die Hauptdienststelle befand sich zunächst im provisorischen Hydrographischen Institut in Berlin. Der Sitz wurde 1953 nach Stralsund und von dort 1959 nach Rostock verlegt. Der Dienststelle Warnemünde waren die Tonnenhöfe Wismar und Warnemünde, der Dienststelle Peenemünde die Tonnenhöfe Stralsund und Karlshagen unterstellt. Alle Tonnenhöfe wurden bis 1955 auf anderen Grundstücken in den gleichen Orten neu errichtet. Die Hauptdienststelle unterstand disziplinarisch dem Kommando der Volksmarine in Rostock. Die Dienststellen unterstanden den Flottillen. Die fachliche Zuständigkeit und Führung oblag insgesamt der Hauptdienststelle. Die lokalen Dienststellen führten die Aufgaben der Unterhaltung und Wartung selbständig durch. Die Planung und Einführung neuer Technik erfolgte durch die Hauptdienststelle, die auch fachliche Weisungen zur Aufgabenerfüllung herausgab. Für die Durchführung von Fachkontrollen in den Dienststellen und an den seezeichentechnischen Einrichtungen vor Ort war ebenfalls die Hauptdienststelle zuständig.
In der Hauptdienststelle wurden Aufgaben bearbeitet und Investitionen veranlasst und betreut, die den gesamten DDR-Küstenverlauf betrafen oder die als Einzelvorhaben von großer Bedeutung waren.
Nachfolgend wird eine Anzahl von Aufgaben in der Zeit bis 1967, bis zur Gründung der SPS beschrieben. Sie wurden unter Regie der Hauptdienststelle mit Inanspruchnahme externer Ingenieursleistungen oder in Regie der nachgeordneten Dienststellen Warnemünde und Peenemünde durchgeführt:
- Mit einem Befehl der Sowjetischen Militäradministration wurde 1946 der Aufbau einer leistungsfähigen Schiffbauwerft in Wismar und 1948 in Wolgast verfügt. Das erforderte den Ausbau der Wasserstraßen nach Wismar und des Peenestromes. So wurde die Zufahrt nach Wismar durch einige Richtfeuer verbessert und 1953 die bewachte Leuchtfeuerstation Gollwitz errichtet. Das Peenefahrwasser vom Greifswalder Bodden bis zum Stettiner Haff erhielt ebenfalls eine Vielzahl von Richtfeuern und im Greifswalder Bodden wurde das Leitfeuer Peenemünde errichtet.

- Ende der 1950er Jahre wurde bei Mukran ein Richtfunkfeuer errichtet. Sein Dauerbetrieb musste wegen zu starker Verzerrungen auf Grund der Lage des Richtfunkfeuers zur Küstenkonfiguration aufgegeben werden.

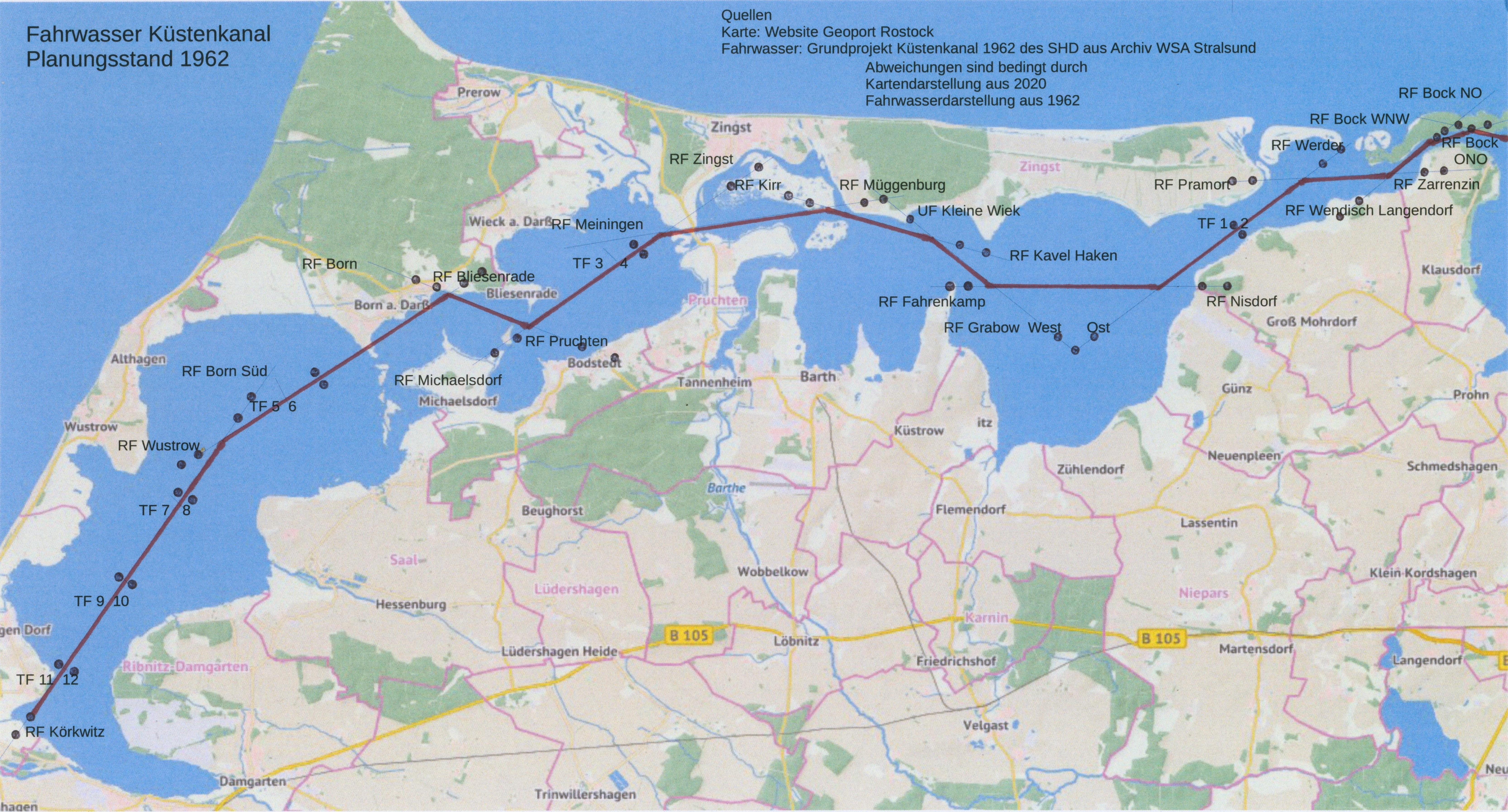
Fahrwasser Küstenkanal Planungsstand 1962 (J. Schmehl, 2020)

- Die bedeutendste Aufgabe war die Befeuerung und Betonnung der Zufahrt und des Überseehafens Rostock. Die Inbetriebnahme des Hafens erfolgte am 30. April 1960. Zunächst war geplant, einen Küstenkanal vom Breitling zum Saaler Bodden einzurichten. Durch ihn sollte nach Passage des Boddens, der Nordansteuerung Stralsund, der weiteren Passage nach Süden zum Greifswalder Bodden und von dort über den Peenestrom und das Haff der Anschluss an die Oder erreicht und somit der wasserseitige Zugang zu den Binnenwasserstraßen möglich werden. Seine Ausführung wurde begonnen und die seezeichentechnische Bezeichnung des Küstenkanals konzipiert. Das Vorhaben wurde aus wirtschaftlichen Überlegungen zugunsten einer schnellen und leistungsfähigen Schienenverbindung aufgegeben. Die Schiffsführung in einem Kanal durch die Rostocker Heide und weiterführend durch die Bodden sowie der anschließende Wasserweg wäre zudem eine aufwändige, bei Eis nur eingeschränkt nutzbare Variante gewesen. Die nach den ersten Baggerarbeiten erfolgte Entscheidung zum Bau einer schnellen Bahnverbindung war die eindeutig wirtschaftlichere Lösung, die umso wirtschaftlicher wurde, je größer sich die Umschlagmengen im Seehafen Rostock entwickelten und bewährt sich gerade deshalb heute voll.

- 1964 wurde das Modell eines Wellengenerators auf einer batteriebetriebenen Seetonne erfolgreich im Seegebiet vor Warnemünde monatelang erprobt. Die serienmäßige Ausführung unterblieb, weil der Antrieb des Generators, der über einen Schwimmer mit Zahnstange erfolgte, für den langjährigen Betrieb als zu wartungsaufwendig angesehen wurde.
- Für die Volksmarine wurde nach 1965 die Befeuerung und Betonnung zur 6. Flottille auf der Halbinsel Bug bei Dranske eingerichtet. Für die Schaltstelle wurde eine batteriebetriebene Notstromversorgung errichtet, die sich aber wegen hoher Wartungskosten nicht bewährte.
- Nach weniger erfolgreichen Schallversuchen mit Druckkammerlautsprecher der Reichsbahn wurden ab 1967 acht Luft-Nebelsignalanlagen der großen Leuchtfeuer mit Anlagen der Firma AGA ausgestattet. In diesen waren erstmals in der DDR anstelle der bis dahin gebräuchlichen Tonfrequenzerzeugung mittels rotierender Umformer statische Frequenzumformer eingesetzt worden. Diese Luft-Nebelsignalanlagen wurden ab 1972 mit Trübungsmessern ausgestattet, um den automatischen Betrieb zu ermöglichen. Die Technik hatte der Gerätebau Dresden entwickelt. Die Luft-Nebelsignalanlagen auf diesen Stationen wurden bis auf die in Warnemünde 1987 außer Betrieb genommen, weil ihre Navigationshilfe zur Positionsbestimmung wegen verbesserter Radarnavigation und beginnender Ausstattung der Schiffe mit GPS-Empfängern international als entbehrlich angesehen wurde. Als letzte Luft-Nebelsignalanlage stellte dann auch Warnemünde am 15. Januar 2008 den Betrieb ein.

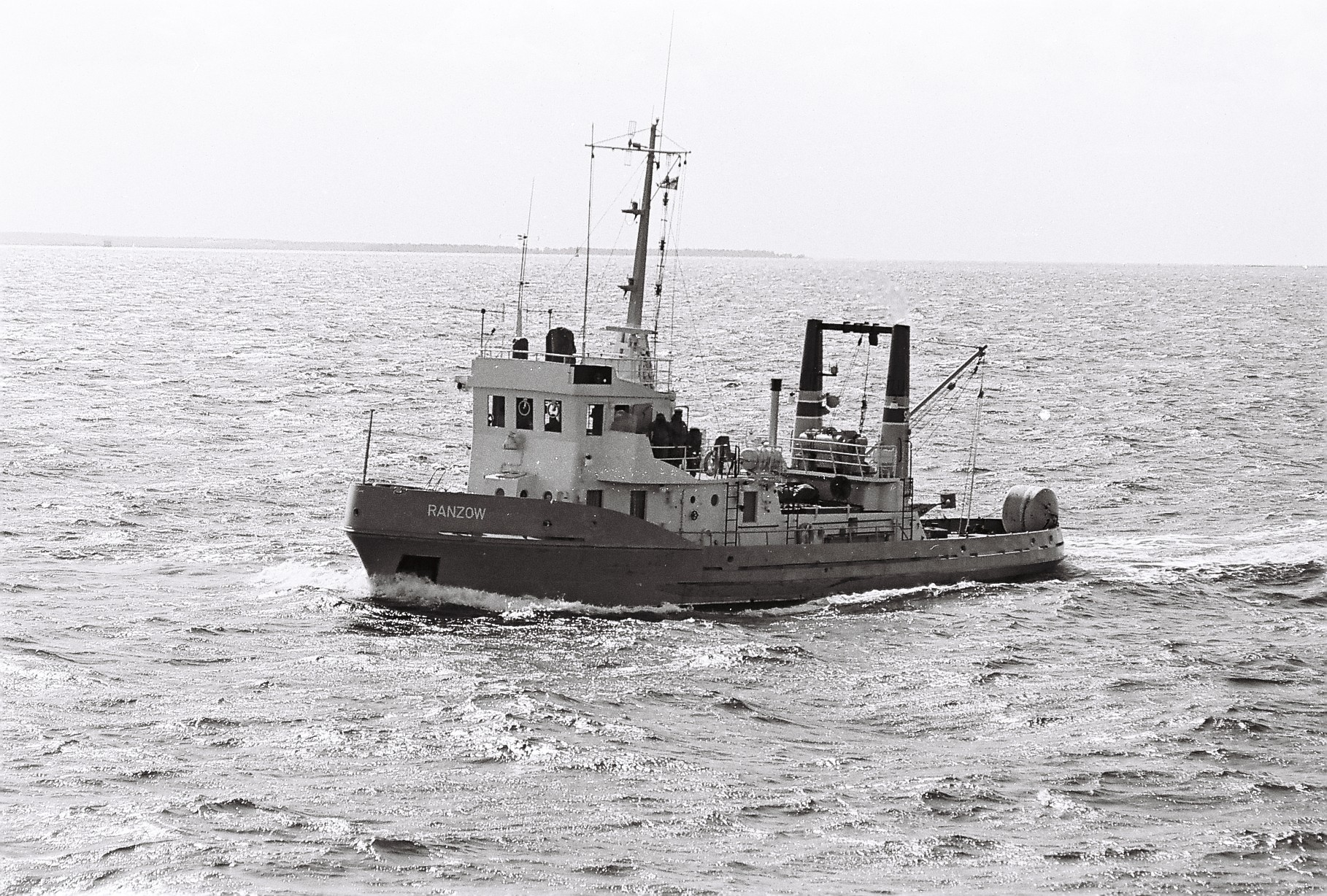
Das Seezeichenkontrollboot SK64 Ranzow 1983 (Archiv WSA Stralsund)

- Ab 1968 erfolgte die Einführung einheitlicher Flachwassertonnen und großer Leuchttonnen anstelle der bis dahin mit Propan betriebenen unterschiedlichen Tonnenarten und die Einführung moderner Seezeichenkontrollboote. Damit wurden die damals störanfälligen, mit Propangas betriebenen Tonnen auf Elektrobetrieb mit einer sechsfach-Wechsler-Laterne umgestellt. Die bis dahin übliche über den Gasdruck betriebene mechanische Kennungserzeugung war seit den 1930er Jahren nicht weiterentwickelt worden. Zunächst erfolgte der Einsatz von NiCd-Batterien, später wurden Primärbatterien sowjetischer Produktion und letztlich weitgehend Zink-Luftsauerstoff-Elemente bulgarischer Entwicklung verwendet. Diese Betriebsweise wurde aber ab 1991 für 148 Tief- und Flachwassertonnen wieder auf Propan umgestellt.[6] Gründe waren die Einstellung der Batterieproduktion durch den bulgarischen Hersteller 1990 und die hohen Betriebs- und Entsorgungskosten für diese Energieversorgung. Die Entsorgung der schwermetallhaltigen Batterien war auch äußerst umweltschädlich. Zudem waren bei der in der WSV übliche Betriebsweise mit Propan elektronische Kennungsgeber eingesetzt, die gegenüber der früheren mechanischen Kennungserzeugung die Betriebssicherheit deutlich verbesserten. Bei weiteren 95 Flachwassertonnen erfolgte die Umstellung  auf Gel-stabilisierte Bleibatterien und Solaraufladung.

- Es erfolgten 1973 bis 1976 Versuche zur Umstellung der Tonnenkörper unbefeuerter Tonnen auf glasfaserverstärktes Polyester, um die fast jährlich erforderliche Farbgebung der Stahl-Tonnenkörper einzusparen. Da die Gelcoat zur Farbgebung damals nicht UV-stabil war, zeigten sich die erforderlichen Nachbesserungen als zu aufwändig.
- Durch die Zugehörigkeit zur Volksmarine waren Mitwirkungen an Marineaufgaben erforderlich. So war der SHD federführend an der Einrichtung eines Küstenzwangsweges innerhalb der Hoheitsgewässer der DDR beteiligt und weisungsbezogen zum Betrieb verpflichtet. In diesem System waren über 40 Leuchtfeuer speziell für die Marine als taktische Sonderfeuer so angeordnet, dass mittels Doppelter Horizontalwinkelmessung die Standortbestimmung entlang des Zwangsweges bestimmbar war. Dazu gehörte auch die Mitnutzung des vom SHD betriebenen mobilen Funknavigationsystems sowjetischer Produktion RYM, das bereits ab 1959 zur Seevermessung eingesetzt wurde und aus militärischer Sicht auch zum Minenräumen vorgesehen war. Es wurde später durch das System BRAS abgelöst. Letzteres wurde 1986 aus dem SHD herausgelöst.

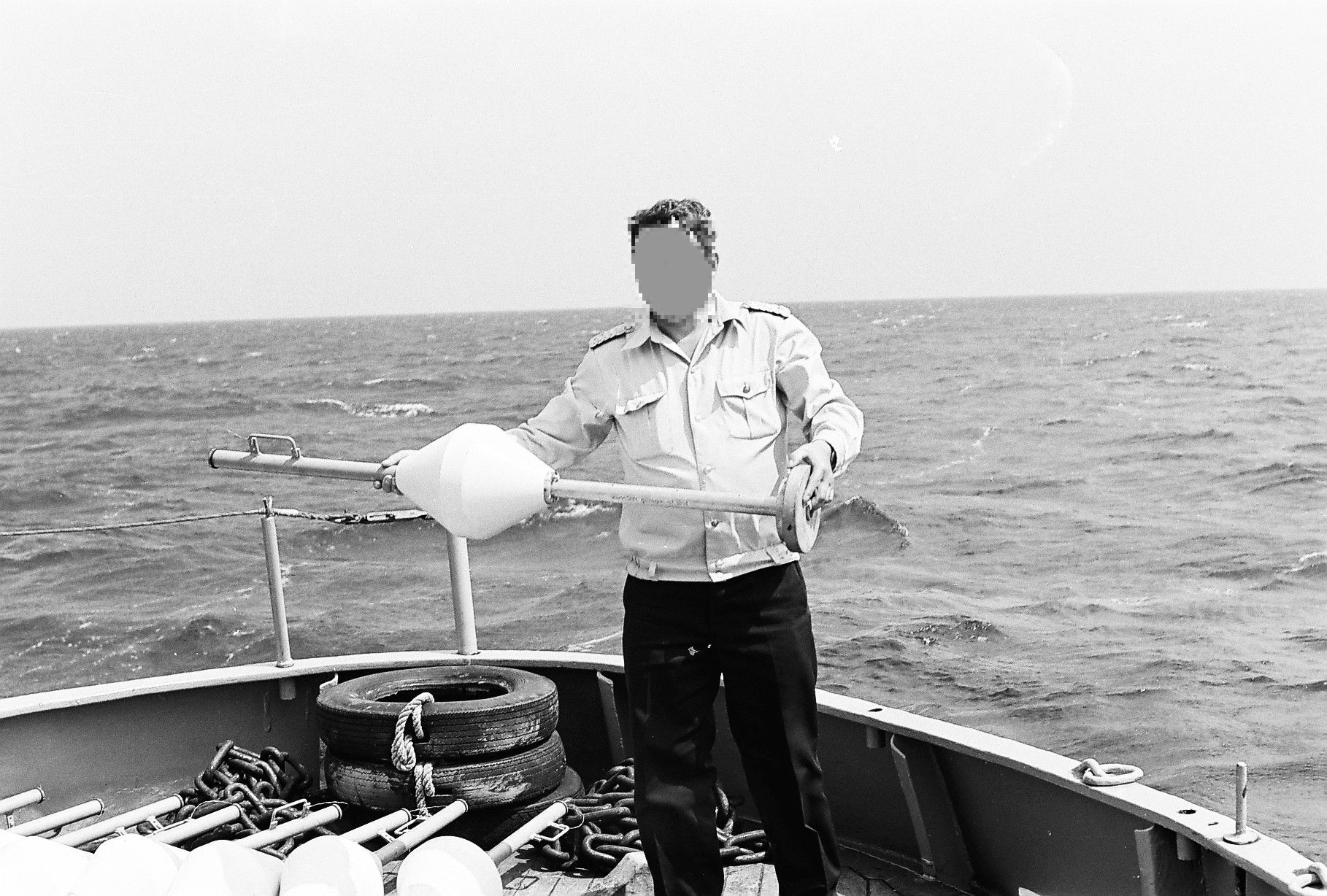
Landegassenboje um 1975 (Archiv WSA Stralsund)

Die Feuer des Küstenzwangsweges wurden über das Fernwirksystem nur während der Passagezeit der Schiffskonvois geschaltet. Für Landungsaufgaben diente eine kleine speziell entwickelte batteriebetriebene Tonne, die zur Erstbezeichnung durch Räumung geschaffener Landegassen dienen sollte. Sie konnte von Hubschraubern abgeworfen werden und einfach auf die vermutete Wassertiefe eingestellt werden. Für die landgestützte Bezeichnung von militärisch zu nutzenden Anlandepunkten wurde ein Leitfeuer aus sowjetischer Produktion vorgehalten und betreut, das zwei optische Systeme beinhaltete und so einfach drei Sektoren bezeichnen konnte.

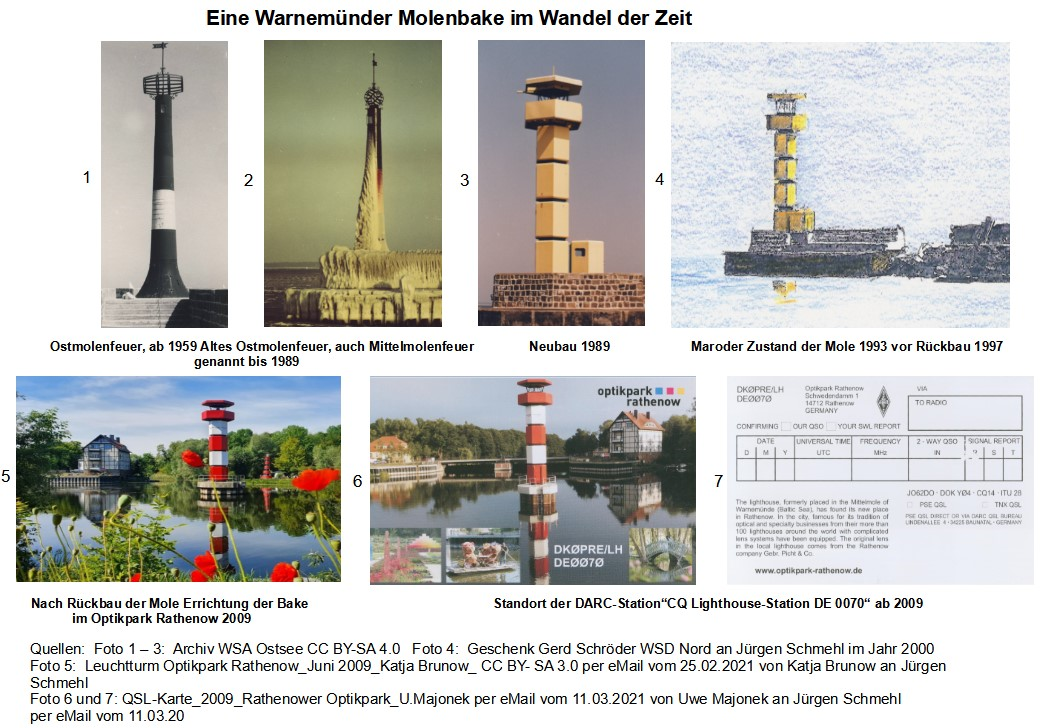
Eine Warnemünder Molenbake im Wandel der Zeiten

Die zwei nachgeordneten Dienststellen Warnemünde und Peenemünde nahmen örtlich erforderliche Veränderungen in der Betonnung oder bei den festen Seezeichen weitgehend selbständig vor. Auch kleinere Entwicklungsarbeiten wurden in den Dienststellen selbständig durchgeführt, wie z. B. der Bau eines 4fach-Glühlampenwechslers, die automatische Umschaltung auf den Reservemotor eines Leuchtfeuer-Drehwerksantriebs, die Einführung von Dämmerungsschaltern anstelle des Schaltens durch astronomische Uhren, die Ausstattung der großen Leuchtfeuer mit automatisch startenden Notstromaggregaten, der Einbau erster Heizscheiben in die Verglasung großer Leuchtfeuer und von Ionisations-Brandmeldern in Leuchtfeuerstationen mit Notstromaggregaten.
In der Dienststelle Warnemünde wurde 1965 die Bake Alte Ostmole in Warnemünde durch Flutlichtscheinwerfer angestrahlt, weil die damalige Einfahrt zu den Fährbecken in Warnemünde von dänischer Seite als verbesserungswürdig bezeichnet war. Nachfolgend erhielten auch andere Molenfeuer in Warnemünde und Sassnitz Anstrahler bzw. wurden auf bessere Naherkennung umgestellt.
In der Zeit von 1967 bis 1990 beschäftigte sich die SPS neben vielen Aufgaben für den Normalbetrieb mit folgenden Komplexen:
- Unterstützung der Umstellung der Seetonnen auf Batteriebetrieb. Besonders aufwendig war die Bereitstellung der Gürteloptiken in hoher Qualität, da es dafür keinen qualifizierten Betrieb gab. Weil die serienmäßige Kontrolle der im Schleudergussverfahren hergestellten Gürteloptiken erforderlich war, wurde die photometrische Messbahn auf halbautomatischen Betrieb umgebaut.
- Entwicklung und Einführung eines Radarreflektors mit 12 Reflektorecken für die Flachwassertonnen, der eine optimale Rundumcharakteristik hatte.
- Bereitstellung normgerechter Farbscheiben für Leuchtfeuer und Tonnen.
- Umstellung aller elektromechanischen Kennungsgeber und der Umschalt- und Überwachungseinrichtungen der Leuchtfeuer sowie der batteriebetriebenen Kleintonnen auf elektronische Baugruppen.
- Erfolglose Versuche zum Ersatz der nur schwer zu erhaltenen Spezialglühlampen für Leuchtfeuer auf moderne Leuchtmittel wie Halogenlampen oder Xenonlampen. Hier zeigte sich, dass deren Einsatz in vorhandene Optiken mit völlig anderer Kaustik nicht möglich war und für die Herstellung hierfür erforderlicher neuer Optiken kein Betrieb in der DDR mit der entsprechenden Spezialeinrichtung gefunden werden konnte.
- Versuche mit Laser als Lichtquelle. Die im Grunde ausgezeichnete Strahlungsleistung von Lasern erwies sich für unsere Küsten- und Hafenstruktur als weniger vorteilhaft, weil zur Anpassung an die jeweils erforderliche Ausstrahlungscharakteristik zusätzliche optische Mittel erforderlich geworden wären.

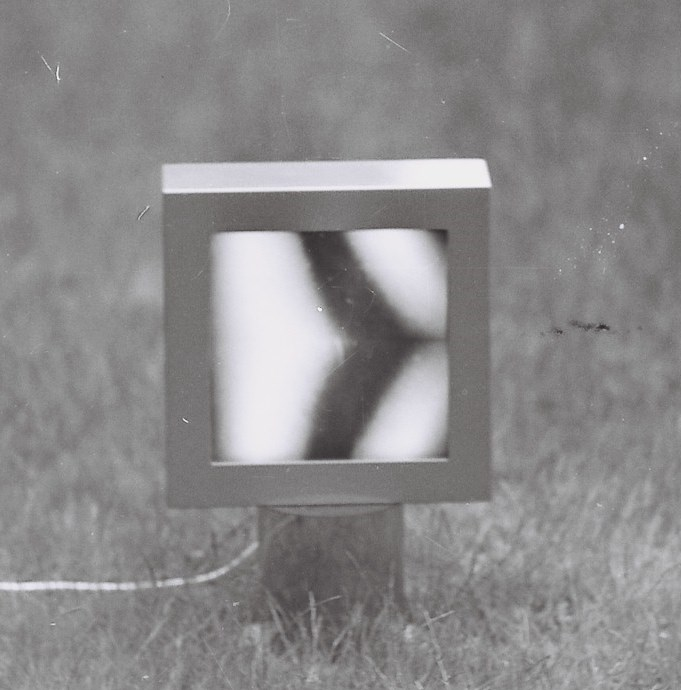
Moire-Leitmarke seitliche Abweichung, 1988 (Archiv WSA Stralsund)

- Prüfung der Eignung des Moire-Effektes zur Navigation nach Richtfeuern. Dieses Verfahren zeigte sich aber nur für Richtfeuer mit geringer Nutzstrecke angebracht.
- Betreuung des Überganges von den umweltschädlichen Antifouling-Unterwasseranstrichen der Tonnen auf weniger schädliche Farbsysteme. Einführung von Grundsätzen der Vertikalbelüftung von Leuchttürmen zur Reduzierung der Schwitzwasseraufnahme des Mauerwerks und der damit verbundenen Schimmelbildung im Inneren.
- Mitwirkung bei der Konzipierung und dem Bau neuer Dalbenfeuer auf der Warnow 1980/81 in Modulbauweise zur Reduzierung der kostenaufwendigen Wasserbauten aus Holz. Erste theoretische Betrachtungen zum Einsatz von Solarzellen. Wegen mangelnder Bereitstellung geeigneter Elemente war bis 1990 keine Modellausführung möglich. Dalbenfeuer – Warnow-Dalben in Modulbauweise 1980 – Archiv WSA Stralsund

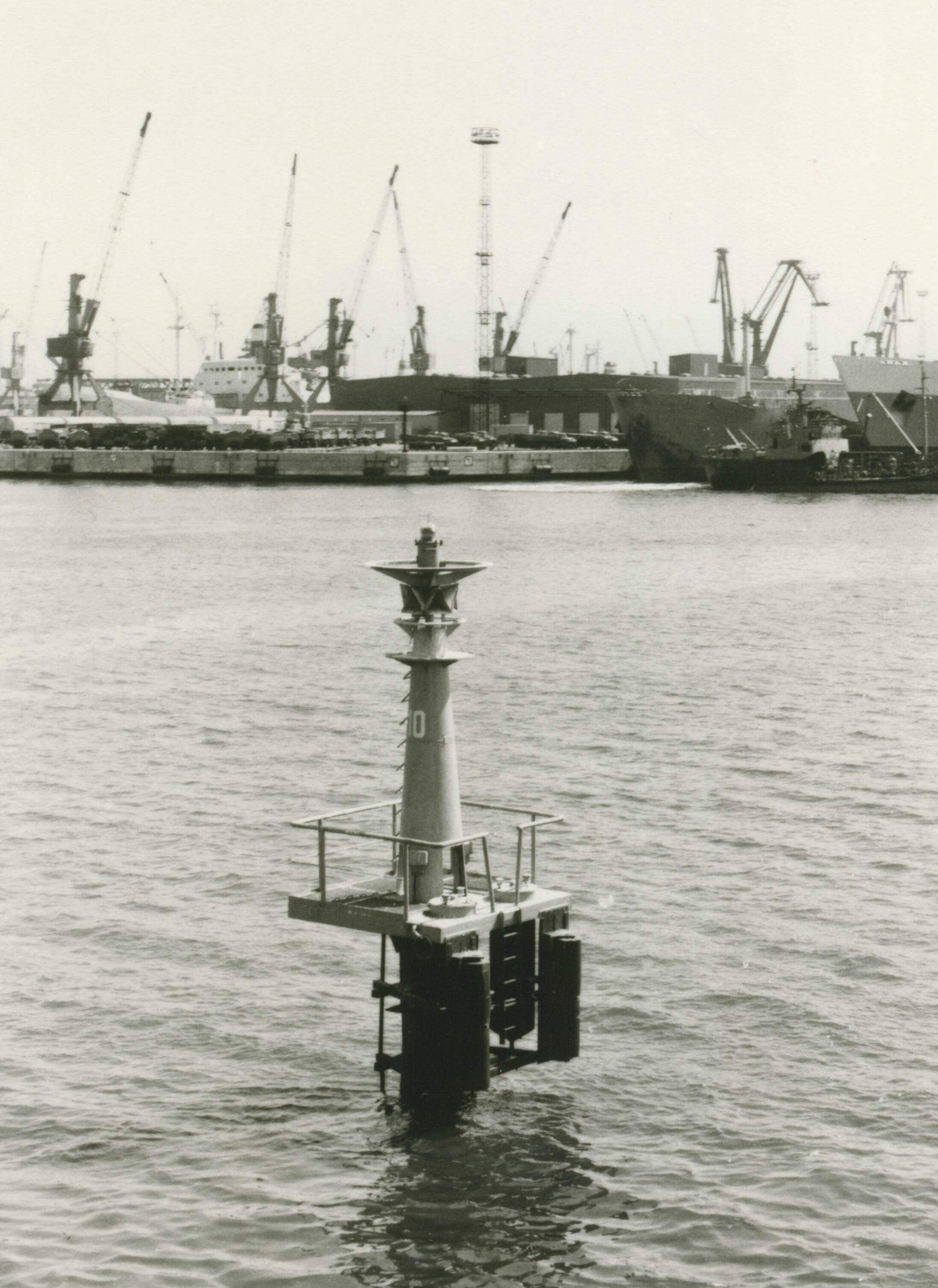
Dalbenfeuer – Warnow-Dalben in Modulbauweise 1980 – Archiv WSA Stralsund

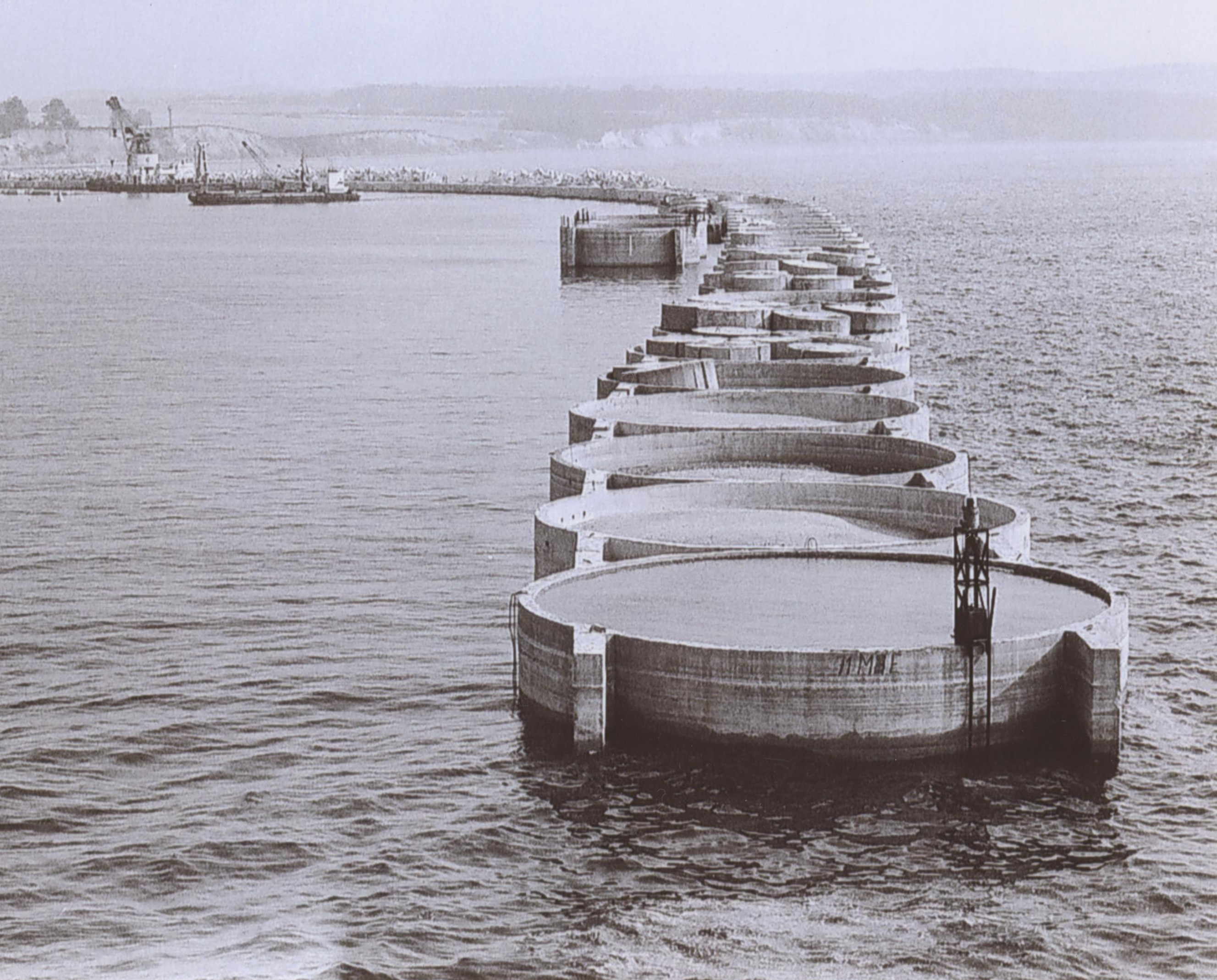
Mole von Mukran im Bauwerke 1982 (Archiv WSA Stralsund)

- Auf Grund der hohen Hintergrundhelligkeit in allen DDR-Häfen waren die punktuellen Lichtquellen der Leuchtfeuer wie der Richtfeuer und vor allem der Tonnen schwer auszumachen. Für den Seekanal Rostock mit seinem teilweise nur 90 m breiten Fahrwasser wurden nach ausreichender Erprobung Flächenfeuer auf den vorhandenen Torfeuern errichtet, die neben ihrer hohen Auffälligkeit, ohne zu blenden, eine gute Abstandsbestimmung in diesem Fahrwasser ermöglichten.[7] Mit der späteren Verbreiterung des Seekanals nach dem Rückbau der Alten Ostmole/Mittelmole wurde diese doch aufwendige Ausstattung durch Gelenkbaken ersetzt. In Vorversuchen war eine wissenschaftliche Empfehlung geprüft worden, Laufeffekte sowohl an den Einzelleuchten jedes Flächenfeuers als auch im Verlauf der Torfeuerkette zu realisieren. Der damit verbundene lichttechnische und elektronische Aufwand wurde dann aber als zu hoch eingeschätzt.

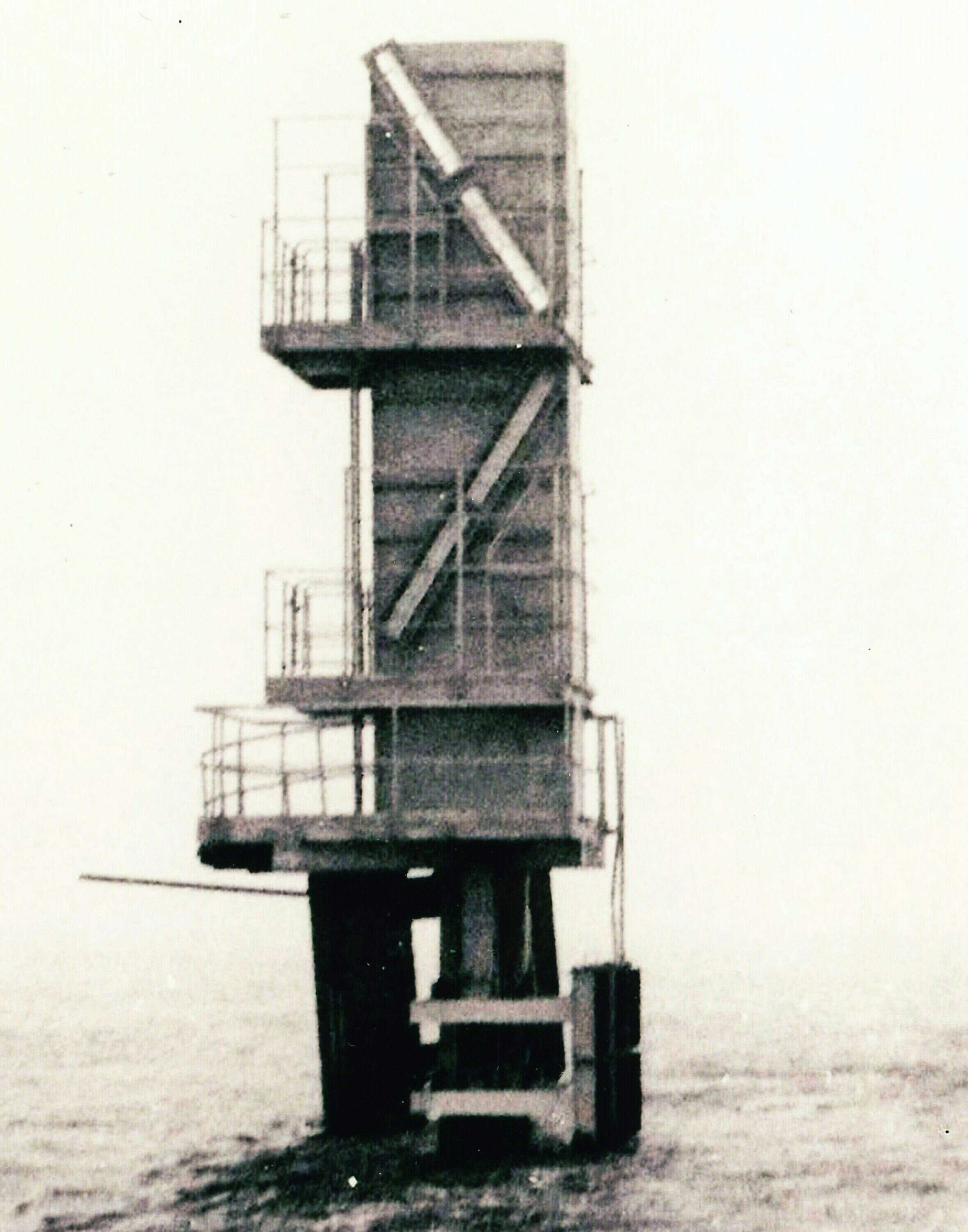
Seekanal Rostock – Torfeuer mit Flächenleuchte 1978 – Archiv WSA Stralsund

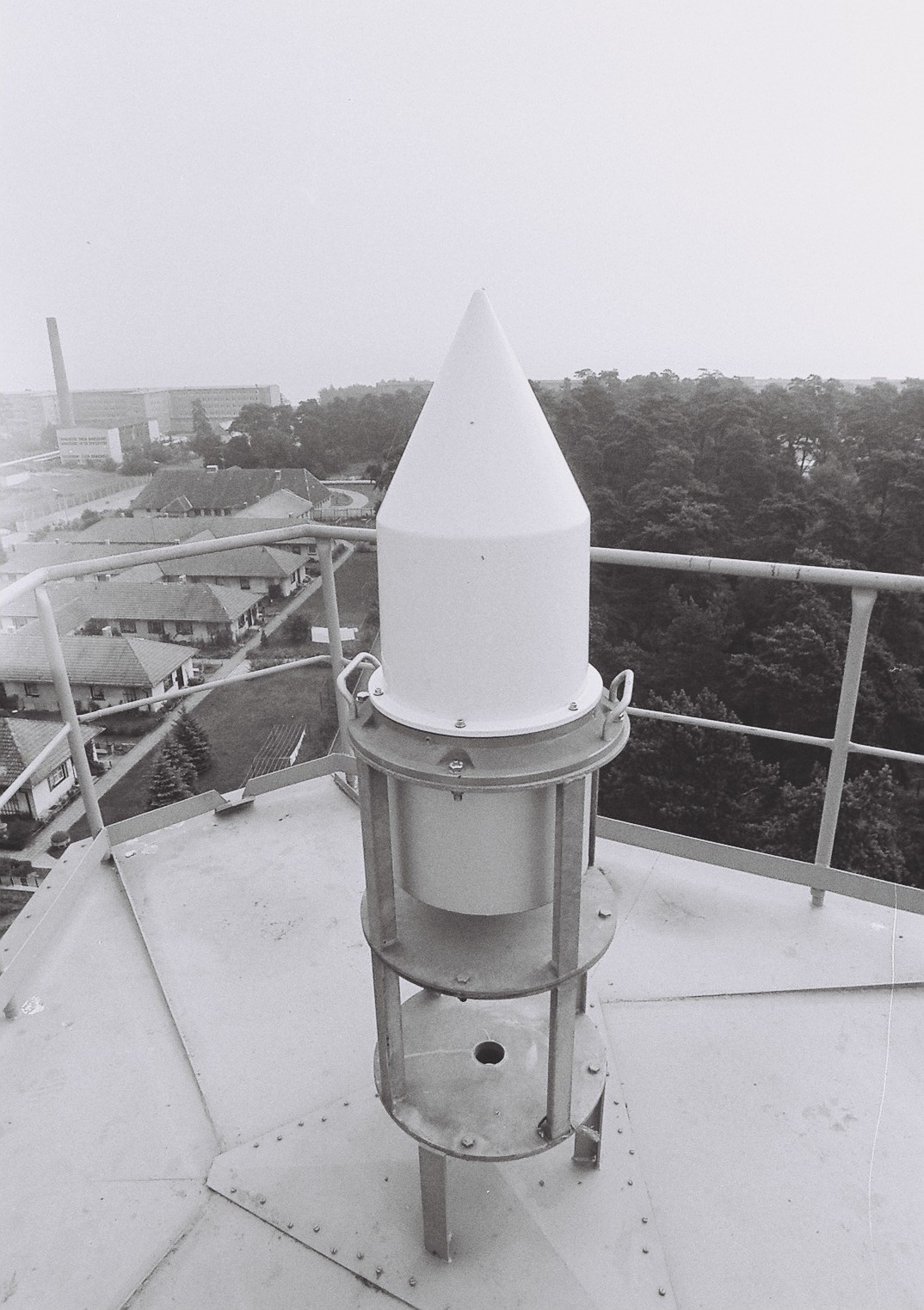
Leitfeuer Mukran mit Raconbake 1987 (Archiv WSA Stralsund)

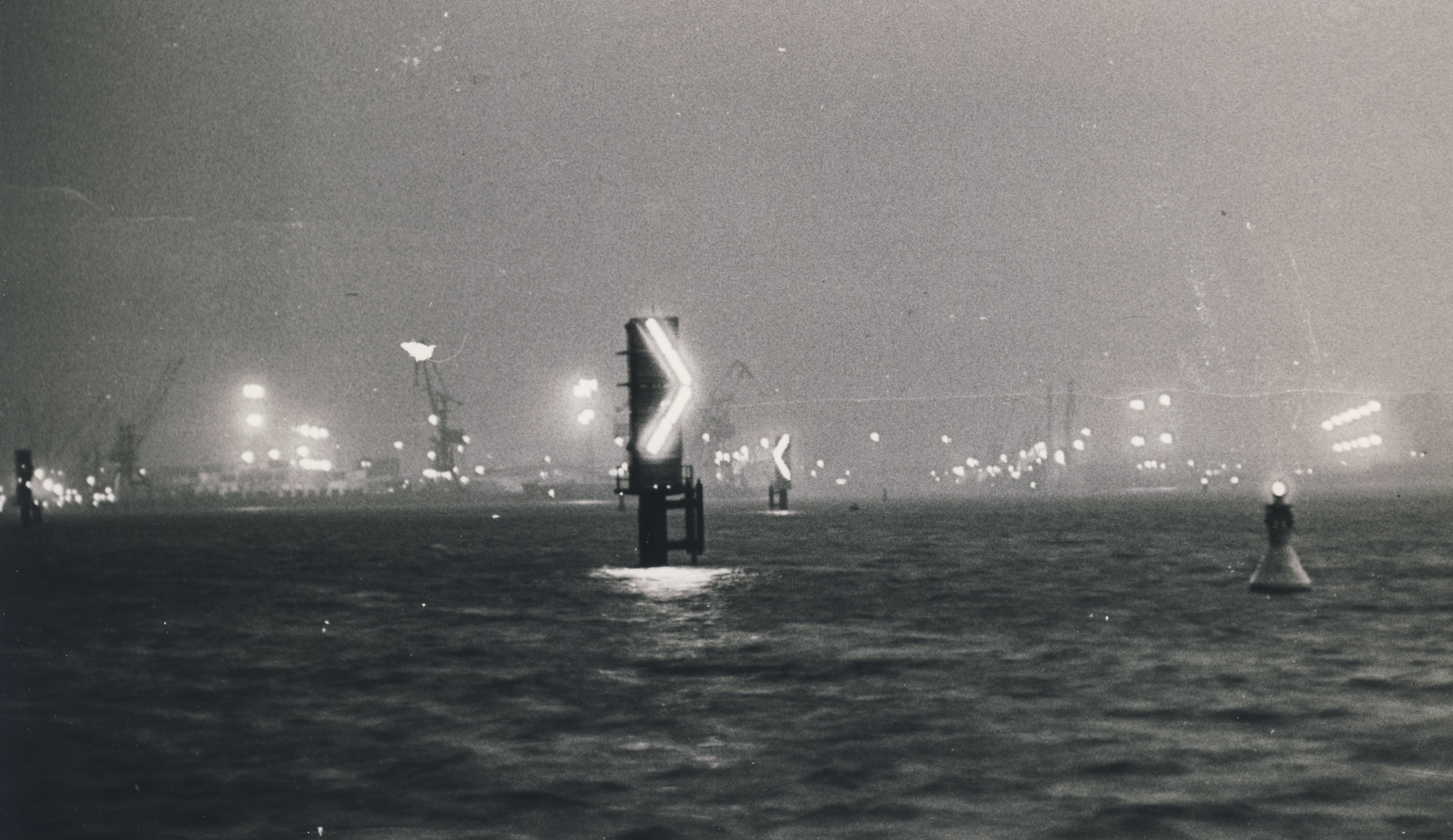
Seekanal Rostock Torfeuerkette 1978

- Die Vorbereitung und Betreuung der Umstellung aller Leuchtfeuer auf fernüberwachten Betrieb erforderte nicht nur die Beschäftigung mit der zukünftigen technischen Struktur des Betriebes und der Überwachung, sondern auch mit der zukünftigen Gestaltung der Wartungs- und Instandsetzungsarbeiten und der Arbeitsweise der Fernwirkzentralen sowie der daraus resultierenden personellen Veränderungen. So wurden z. B. aus Leuchtfeuermaschinisten nach entsprechender Qualifizierung Schaltwarte und Seezeichenmechaniker. Das Fernwirksystem umfasste zwei Fernwirkzentralen und eine Vielzahl fernwirktechnischer Stationen, in denen bereichsweise die Leuchtfeuer zusammengeschaltet sind und die technischen Einrichtungen an den Leuchtfeuern selbst. Die Errichtung erfolgte 1977–1979.

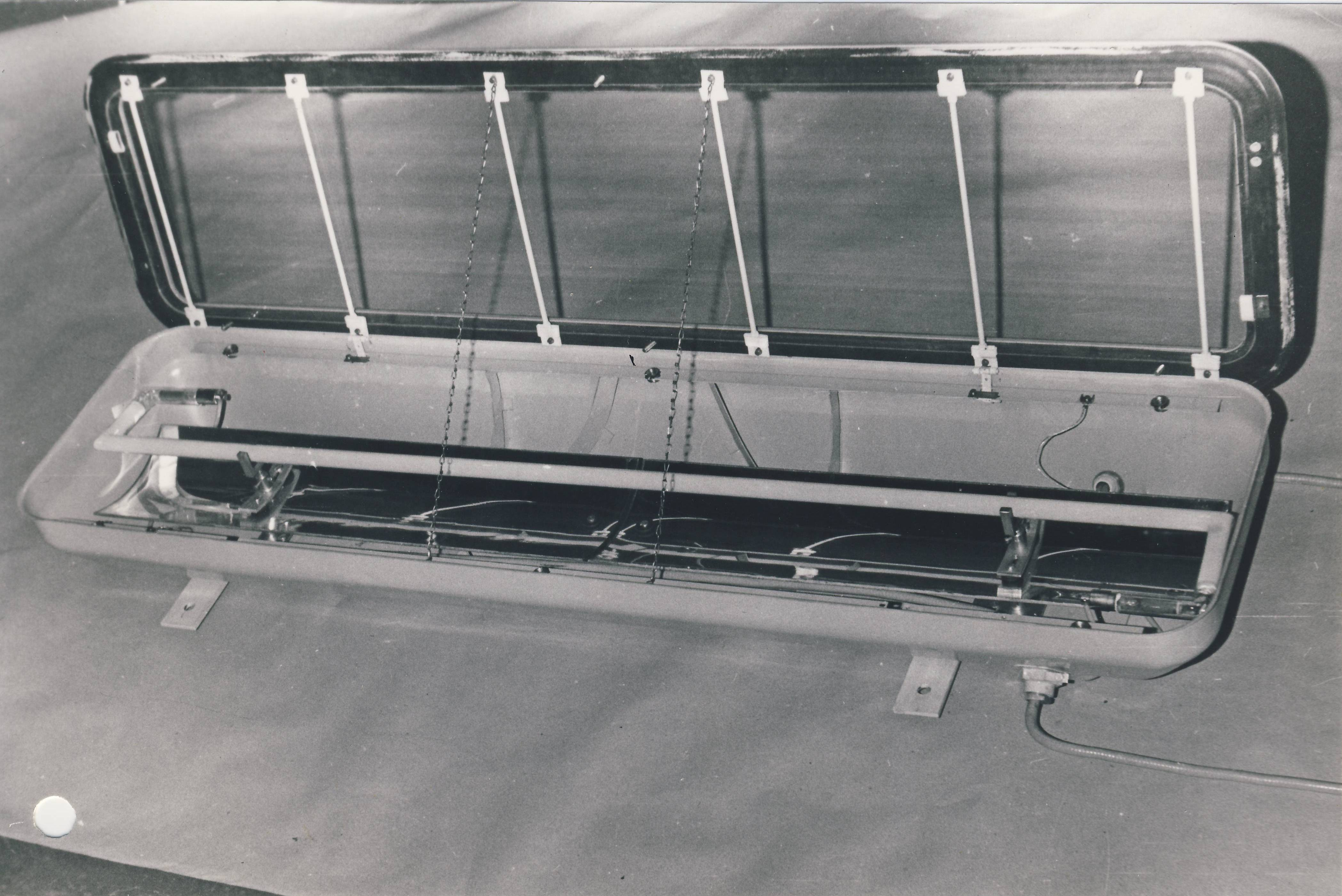
Hochspannungs-Flächenleuchte im Seekanal Rostock (J. Schmehl, 1978)

- Mit der Inbetriebnahme des Fährhafens Mukran 1986 erfolgte die Bezeichnung der Zufahrt und des Hafens mit festen und schwimmenden Seezeichen. In diesem Zusammenhang wurden große Leuchttonnen mit Verankerung des Grundgewichtes über ein Kardangelenk, sogenannte Gelenk- oder Schwimmbaken entwickelt und erprobt. Eine Variante dieser Gelenkbaken ist im Seekanal Rostock zur Fahrwasserbezeichnung eingesetzt. Sie zeichnen sich durch geringstmöglichen Schwoikreis aus. Wegen der besonderen wirtschaftlichen und politischen Bedeutung der Fährverbindung Mukran – Klaipėda war zunächst ab 1986 ein Richtfeuer, ein Leitfeuer, Molenfeuer und ab 1987 auch eine Racon-Bake (Radarantwortbake) im Einsatz. Bis auf ein Molenfeuer erwiesen sich im anlaufenden Betrieb auf Grund der günstigen Ansteuerung des Hafens die anderen Einrichtungen als nicht zwingend erforderlich und wurden 1999 zurückgebaut. Inzwischen gibt es aber auf Grund veränderter Nutzungen Überlegungen, das Richtfeuer wieder zu errichten. Schwimmbake-83 Mukran 1986 – Archiv WSA Stralsund

Schwimmbake-83 Mukran 1986 – Archiv WSA Stralsund

- Es wurde ein Konzept und danach die Entwicklungsbetreuung der Bezeichnung von Bohrinseln erforderlich, um zwei im Greifswalder Bodden zu errichtende Bohrinseln zu bezeichnen. Grundlage war der damalig gerade verfügbare IALA-Entwurf zur Bezeichnung von Bohrinseln. Allerdings fand man im Bereich der Bohrinseln im Greifswalder Bodden kein Erdöl, aber an anderer Stelle im Peenestrom.
- Zur Qualifizierung der Mitarbeiter im SHD wurde ein Seezeichenhandbuch erarbeitet.
- Weiter wurden Schulungen der Mitarbeiter der Dienststellen durch die Seezeichenprüfstelle in deren Räumen anhand der aktuellen sowie der historischen Technik durchgeführt. Mit der Einführung der Fernwirktechnik erfolgten zeitgleich tw. wochenlange Schulungen durch externe Fachleute zu Grundlagen der Elektronik und den speziellen Anlagekomponenten der neuen Technik.
- In den 1980er Jahren wurde begonnen, ein Konzept zur komplexen Rekonstruktion der Leuchtfeuer (KRL) zu erarbeiten. Es umfasste die Entwicklung neuer Richtfeuer- und Rundumlaternen. An nautisch besonders wichtigen Standorten sollten diese zu Mehrstufenfeuern kombiniert werden. Diese sollten bei Sichtverschlechterung nachts auf lichtstärkere Laternen umschalten und am Tage sollte bei Außersichtkommen der Feuerträger eine Tagesbefeuerung einschalten. Ein erstes Mehrstufenfeuer und das zugehörige Sichtmessgerät wurde im Leitfeuer Mukran und dem dortigen Richtfeuer errichtet. Weitere Modernisierungen erfolgten bis 1990 nicht. Durch die heute verfügbaren moderne Positionsbestimmungsverfahren auf den Schiffen und wegen der mit Mehrstufenfeuern verbundenen Aufwendungen werden solche Leuchtfeuer international nur in Einzelfällen betrieben.
- Ein Problem bei der Ansteuerung von Häfen ist häufig Störlicht durch z. B. Flutlichtmasten in den Häfen und allgemeine Beleuchtungseinrichtungen auf Straßen in der Nähe der Einfahrten. In[5] war verordnet, dass „… Organe und Betriebe, … die Beleuchtungsanlagen für das Küstengebiet bzw. die Seegewässer projektieren, Entwürfe zur Zustimmung vorzulegen …“ haben. Das erfolgte praktisch nicht und war folgenlos für die Projektierungseinrichtungen und Errichter, weil das wissenschaftliche Feld der Beeinträchtigung der Schiffsführung durch Störlichter (übliche Bezeichnung konkurrierende Lichter) international nicht ausreichend untersucht war. Dazu eingeleitete Arbeiten wurden bis 1990 nicht beendet.

Es gibt auch heute keine ausreichenden Festlegungen zur Begrenzung der Störlichtstärken bei der Ansteuerung und in den Häfen. Dabei hat die Hintergrundhelligkeit und die Vielzahl der mit den Lichtsignalen konkurrierenden Lichter der Landanlagen direkt Einfluss auf die Adaptation der Augen des Brückenpersonals und erschwert das Erkennen lichtschwacher Objekte im Fahrwasser und die Navigation im Fahrwasser. Es verbleibt ein besonderes Risiko für kleine Schiffe, Boote und Segler, die wegen ihrer schwachen Positionslichter nur schwer auszumachen sind. Für jede Ansteuerung und das Hafenumfeld bestehen zudem andere Verhältnisse. Der heutige Erkenntnisstand zu Störlichtern und Hintergrundhelligkeit ist in der Verwaltungsvorschrift TFV-03 der WSV aus 2018 und der Richtlinie Guideline G 1148 der IALA aus 2019 benannt.
Für lichttechnische Außenversuche stand in Stralsund viele Jahre eine Barkasse zur Verfügung.
Durch die Hauptdienststelle wurde zeitgleich mit dem Aufbau und der Inbetriebnahme des Fernwirksystems der festen Seezeichen ab 1979 ein Regelwerk für die Dienststellen geschaffen und eingeführt, in dem alle Seiten des Betriebes wie planmäßige Überprüfung der Betriebsparameter, Durchführung von Instandsetzungen, auch das nächtliche Arbeiten unter Spannung an gestörten Leuchtfeuern, die Arbeit in den Fernwirkzentralen, die Kontrolltätigkeit und Nachweisführung, die Funk-Kommunikation unter dem Gesichtspunkt der militärischen Überwachung, die in unterschiedlichen Arbeitsbereichen erforderlichen Betriebsberechtigungen und die statistische Auswertung des Störungsgeschehens berücksichtigt waren.
Durch die Hauptdienststelle wurde die qualitätsgerechte Durchführung des mit der Inbetriebnahme des Fernwirksystems eingeführten Regelwerkes in den Dienststellen kontrolliert und ihr oblag auch die Kontrolle der Arbeitssicherheit und des Unterhaltungszustandes aller Feuerträger. Auf Grund der Raketenaufstellung in der DDR in der Folge des NATO-Doppelbeschlusses 1979 kam es zu Stellenplanreduzierungen. Das führte zu höherem Arbeitsaufkommen für viele Mitarbeiter des SHD. Aber die Sicherheit der Schifffahrtswege und Zufahrten konnte jederzeit aufrechterhalten werden.
Zu erwähnen sind weitere Einrichtungen, die in dieser Zeit bestanden, aber wegen neuer Entwicklungen außer Betrieb genommen wurden:
- Seefunkfeuer: Gemäß einer internationalen Festlegung befanden sich in der Ostsee 8 Seefunkfeuer, die im Normalbetrieb einmal je Stunde, bei Nebel im Abstand von 10 Minuten Peilsignale aussendeten. Die Sender waren in Gruppen von maximal drei Sendern, die jeweils auf der gleichen Wellenlänge sendeten, miteinander koordiniert. Durch ihre Peilung erhielt man zwei oder drei Standlinien zur Standortbestimmung. Die letzten Sender wurden in Deutschland am 1. Januar 2000 außer Betrieb genommen. Ihre Funktion erfüllen heute GPS- und DGPS-Anlagen weltweit mit einer Genauigkeit im Dezimeterbereich und genauer.

- Unterwasserschallsender: Die Anlage in Warnemünde wurden nach kurzem Probebetrieb Ende 1927 offiziell in Betrieb genommen. Anfang der 1930er Jahre kam Stubbenkammer dazu. Diese Sender ermöglichten zusammen mit dem Startsignal der Funkfeuer jeweils durch einfache Zeitmessung die Abstandsbestimmung zum Leuchtturm, dem Standort der Funkfeuerantenne. Das zum Signalempfang an Bord der Schiffe erforderliche Gerät war nach 1945 international nur noch selten auf den Schiffen installiert. Die in den Stationen befindliche Technik wurde in den 1950er Jahren demontiert, nachdem die Sender bereits Jahre zuvor ausgefallen waren.

- Messmeilen: An Küstenstreifen mit ausreichender Wassertiefe und in der Nähe der größeren Werften waren landseitig an zwei Standorten je drei Richtfeuer mit je einer Seemeile Abstand errichtet. Zur Bestimmung der Schiffsgeschwindigkeit von neuen Schiffen musste die Messmeile in beiden Richtungen durchlaufen werden. Solche Messmeilen befanden sich bis in die 1980er Jahre vor Kühlungsborn und nördlich Rügen.

Zu erwähnen sind die Leistungen zweier Entwickler von Seezeichenanlagen, die die Einführung vieler Projekte in die Praxis begleiteten:
- Karl Petershen war bis 1945 in der WSD Stettin tätig, danach in der Seezeichenverwaltung der SBZ, hier in der Wasserstraßendirektion Mecklenburg/Schwerin und ab 1952 beim SHD Rostock. Seine größten Projekte waren die Betonnung und Befeuerung des Peenefahrwassers, der Zufahrt zum Überseehafen Rostock und zum Hafen Dranske für die 6. Flottille und das von ihm vorbereitete, aber aufgegebene Projekt eines Küstenkanals vom Seehafen Rostock durch die Rostocker Heide und dann durch die Boddengewässer bis zur Nordansteuerung Stralsund. Ab 1955 betreute er auch die von Berlin-Friedrichshagen nach Stralsund verbrachte Werkstatt des in der Hauptstadt aufgelösten Seezeichenversuchsfeldes. In der Werkstatt wurden alle erforderlichen Schaltanlagen, mechanischen Kennungsgeber und elektromechanischen Überwachungseinrichtungen für feste Seezeichen bis zur Umstellung auf das Fernwirksystem gefertigt.

- Die ab 1968 erfolgte Einführung der neuen Leuchttonnen und der Seezeichenkontrollboote der Typen SK 64 und 76 basierte auf der Konstruktion des SchiffbauingenieursLothar Reichard aus Radebeul. Alle Phasen der Entwicklung und der Erprobung und des Zusammenwirkens Tonne/Schiff/Verankerung und Handling auf See wurden von ihm betreut. Auch die beschriebene Schwimmbakenkonstruktion ist seine Entwicklung. Auf dieser Grundlage wurde das Prinzip der Schwimmbaken nach 1990 weiterentwickelt und für den Seekanal Rostock durch das damalige SV, die jetzige FVT Koblenz modifiziert. Sie befindet sich seit 1995 erfolgreich auf 9 Positionen im Einsatz  Die straffe kurze Verankerung führt zu einer fast punktförmigen Lage der Tonnen im Kanal und unterbindet das bei normaler Verankerung von Tonnen unvermeidliche Schwoien der Tonne um ihren Ankerpunkt in Abhängigkeit von Windrichtung und Seegang. Dadurch wird insbesondere bei Gegenverkehr die Navigationssicherheit erhöht.

In der Geschichte des Seezeichenwesens der DDR gab es durchaus Havarien von Schiffen mit Tonnen und Wasserbauten. In keinem Fall gab es Havarien durch erloschene Seezeichen oder vertriebene Tonnen.

## Einrichtungen und Schiffe

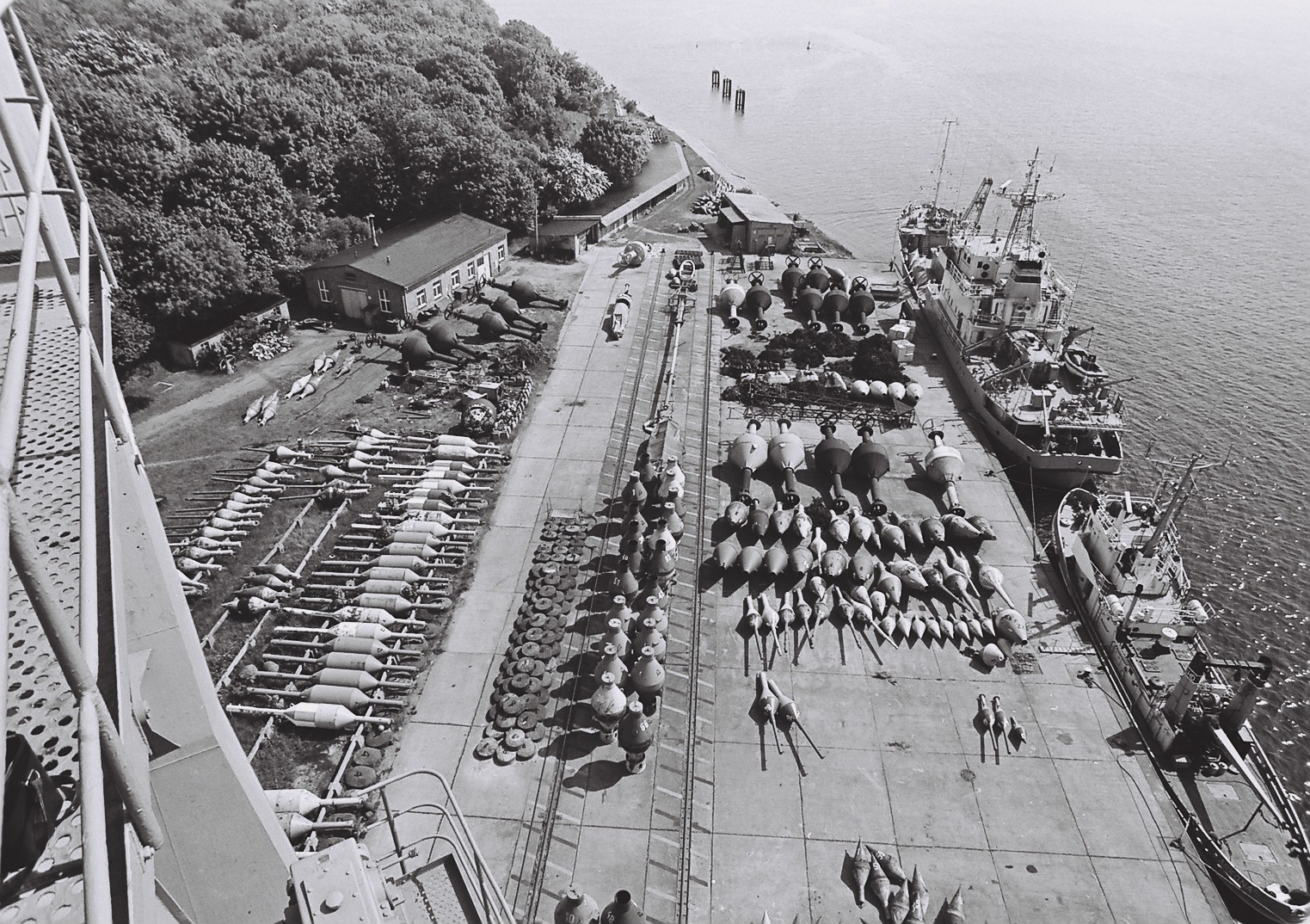
Tonnenhof Stralsund 1987 (Archiv WSA Stralsund)

Alle Tonnenhöfe hatten eine große Tonnenhalle und eine Farbspritzhalle sowie verschiedene Werkstätten, Freilagerflächen für die Tonnen, Ketten und Beton-Ankersteine bzw. Guss-Sauger. Der Schiffspark umfasste zunächst nach 1945 nur kleine Barkassen, Marine-Hilfsschiffe und kleine Tonnenleger. Der Schiffspark wurde ab 1968 durch acht Seezeichenkontrollboote, 1977 durch drei weitere Seezeichenkontrollboote und 1962, 1964 sowie 1969 durch drei Tonnenleger modernisiert und ermöglichte zusammen mit den neuen Flachwasser- und Tiefwassertonnen eine effektive land- und seeseitige Aufgabenerledigung für den laufenden Betrieb, bei der Störungsbeseitigung und beim routinemäßigen Wechseln der Sommer- und Winterbetonnung.

## Internationale Tätigkeit
Der SHD war ab 1975 Vollmitglied in der IALA und wurde als National Member gleich der Vertretung der Bundesrepublik Deutschland geführt. Vertreter des SHD nahmen erstmals 1975 an der Internationalen Seezeichenkonferenz in Ottawa teil und folgend alle 5 Jahre bis 1990 und arbeiteten in dieser Zeit in Arbeitsgruppen mit. So waren sie an der Ausarbeitung der internationalen Vereinheitlichung der Betonnungssysteme beteiligt. Die Umsetzung erfolgte in der DDR 1980 auf der Grundlage des durch 11 Ostsee- und Nordsee-Anrainerstaaten beschlossenen Zeitplanes zur Umstellung auf das Betonnungssystem A. Die IALA-Bulletins und andere Recommodationen waren allen interessierten Mitarbeitern zugänglich. Eine eigene Veröffentlichung des SHD aus 1980 ist in benannt.
Eine offizielle Zusammenarbeit zwischen dem SHD und der Wasser- und Schifffahrtsverwaltung des Bundes gab es bis Anfang 1990 nicht.
Kontakte bestanden bis dahin bei Zusammenkünften auf den in mehrjährigen Abständen stattfindenden Seezeichenkonferenzen der IALA zwischen 1975 und 1990.
Im Rahmen der regelmäßigen Zusammenkünfte der Vertreter der DDR mit Vertretern der BRD in der gemeinsamen Grenzkommission wurden die Betonnung der Seegrenze in der Ostsee und der Betonnung im Schaalsee kontrolliert und erforderliche Festlegungen getroffen.
Im Juni 1990 besuchten erstmals Vertreter der Hauptdienststelle und der Seezeichenprüfstelle das Seezeichenversuchsfeld in Koblenz.
Danach erfolgte beim WSA Lübeck eine Besprechung zur Vorbereitung der Eingliederung des SHD in die Wasser- und Schifffahrtsverwaltung des Bundes.

## Überleitung in die Struktur des Bundesministeriums für Verkehr
Mit der Wiedervereinigung endete die Tätigkeit der Hauptdienststelle in Rostock. Die Bereiche Hydrographie, Seekarten- und Bücherwerk, Vertrieb und Druckerei übernahm das Bundesamt für Seeschifffahrt und Hydrographie (BSH) in Hamburg. Dazu errichtete das BSH eine Außenstelle in Rostock.
Die Seezeichenaufgaben der Hauptdienststelle mit der SPS sowie der Dienststellen Warnemünde und Peenemünde gingen auf die Wasser- und Schifffahrtsdirektion (WSD) Kiel, das Wasser- und Schifffahrtsamt (WSA) Lübeck, das neu gegründete Wasser- und Schifffahrtsamt Stralsund bzw. das SV in Koblenz über. Dabei bekam das WSA Stralsund die territoriale Zuständigkeit von einschließlich Warnemünde bis zur deutsch-polnischen Grenze übertragen und entsprechend die Tonnenhöfe Warnemünde, Stralsund und Karlshagen zugeordnet und der Bereich einschließlich LF Buk bis zur früheren deutsch-deutschen Grenze mit dem Tonnenhof Wismar ging in die Zuständigkeit des WSA Lübeck über.
Die bislang von der SPS durchgeführten Aufgaben übernahm das SV in Koblenz, weil es über einen mehrfach größeren Personalbestand an Fachleuten und eine bessere Ausstattung verfügte.
Mit der Wiedervereinigung endete auch die Tätigkeit des Seefahrtsamt Rostock und des Direktorates für Seewasserstraßen mit Sitz in Stralsund. Deren Aufgaben gingen auf die WSD Kiel bzw. die WSÄ Stralsund und Lübeck über. Zu den Ämtern gingen auch die damit verbundenen Einrichtungen, Schiffe und Boote über.